# Kanton Charleville-Centre
Kanton Charleville-Centre (fr. Canton de Charleville-Centre) byl francouzský kanton v departementu Ardensko v regionu Champagne-Ardenne. Tvořily ho tři obce. Zrušen byl po reformě kantonů 2014.

## Obce kantonu
- Aiglemont
- Charleville-Mézières (střední část)
- Montcy-Notre-Dame